# Plectromerus tertiarius
Plectromerus tertiarius là một loài bọ cánh cứng trong họ Cerambycidae.